# Davey Lee
Davey Lee (Hollywood, 29 dicembre 1924 – Los Angeles, 17 giugno 2008) è stato un attore statunitense, primo attore bambino ad acquisire vasta notorietà nel cinema sonoro, tra il 1928 e il 1930.

## Biografia
Davey Lee nacque a Hollywood, in California, nel 1924. Era il fratello di Frankie Lee, maggiore di lui di tredici anni, che dal 1916 aveva conosciuto un'intensa esperienza come attore bambino nel cinema muto.
Proprio nel momento in cui la maggiore età e l'avvento del sonoro posero termine alla carriera del fratello, Davey diventò la prima star del cinema sonoro. All'età di soli tre anni fece il suo debutto sul grande schermo in uno dei primissimi film sonori, Il cantante pazzo (1928), in cui interpretò il figlio di Al Jolson. A lui, morente, il celebre cantante rivolge la canzone Sonny Boy. Il film ebbe un successo strepitoso, rimanendo campione di incassi per un decennio fino a Via col vento (1939), e Sonny Boy divenne la prima canzone da un film a vendere oltre un milione di copie.
Il soprannome "Sonny Boy" accompagnerà Davey Lee per tutta la sua vita. Hollywood gli affidò un film tutto suo, Sonny Boy (1929), con Edward Everett Horton e Betty Bronson, il cui culmine è dato dall'interpretazione della canzone offerta dallo stesso bambino.
Nel film successivo, Frozen River (1929), recitò al fianco del primo celebre cane del cinema, Rin Tin Tin, il quale, allenato da Lee Duncan, era già stato reso famoso da numerosi film negli anni venti.
Davey tornò al fianco di Al Jolson nel film Papà mio! (1929), nel quale riprese il suo ruolo di figlio con un nuovo nome, Little Pal, e senza il tragico epilogo del film precedente. Lo stesso anno, registrò per la Brunswick Records un disco a 78 giri (Sonny Boy's Bear Story, 1929), un lungo monologo narrativo che include anche una canzone che il bambino interpreta accompagnato da una piccola orchestra. Il disco consolidò ulteriormente la notorietà del bambino.
All'apice del successo Davey guadagnava oltre 3000 dollari a settimana. Apparve in altri due film: L'uomo dai due volti (1929) e The Squealer (1930), e registrò, sempre per la Brunswick Records, un altro disco con due storie: I've Lost My Dog e Davey and His Tog Tatters.
Quando il bambino ebbe sei anni, la famiglia decise di interrompere la sua esperienza nel mondo dello spettacolo, perché potesse ricevere un'istruzione e vivere un'infanzia e una vita lontane dai riflettori.
Da allora, a parte qualche occasionale presenza in teatri locali, riapparve solo in occasione di eventi celebrativi legati ad Al Jolson. 
Nel 1948, a 20 anni dal successo di Sonny Boy, posò in una foto celebrativa con il cantante. Negli anni successivi interverrà come ospite a numerosi eventi organizzati dalla Al Jolson Society. Nel 1986, al Piccadilly Theatre, nel West End di Londra, partecipò alla cerimonia di inaugurazione di un busto in bronzo in memoria di Al Jolson, nel centenario della sua nascita.
Colpito da un ictus, Davey trascorse i suoi ultimi anni in una casa di riposo, al Windsor Gardens Healthcare Centre in Van Nuys, California, dove morì nel 2008, all'età di 83 anni.

## Riconoscimenti
- Young Hollywood Hall of Fame (1920's)

## Filmografia
- Il cantante pazzo (The Singing Fool), regia di Lloyd Bacon (1928)
- Sonny Boy, regia di Archie Mayo (1929)
- Frozen River, regia di F. Harmon Weight (1929)
- Papà mio! (Say It with Songs), regia di Lloyd Bacon (1929)
- L'uomo dai due volti (Skin Deep), regia di Ray Enright (1929)
- The Squealer, regia di Harry Joe Brown (1930)